# Kangirsuk
Pour Kangirsuk (terre réservée inuit), voir Kangirsuk (terre réservée inuit).
Kangirsuk (inuktitut: ᑲᖏᕐᓱᕐᒃ) est un village nordique du Nunavik de l'administration régionale Kativik situé dans la région administrative du Nord-du-Québec, au Québec.

## Histoire

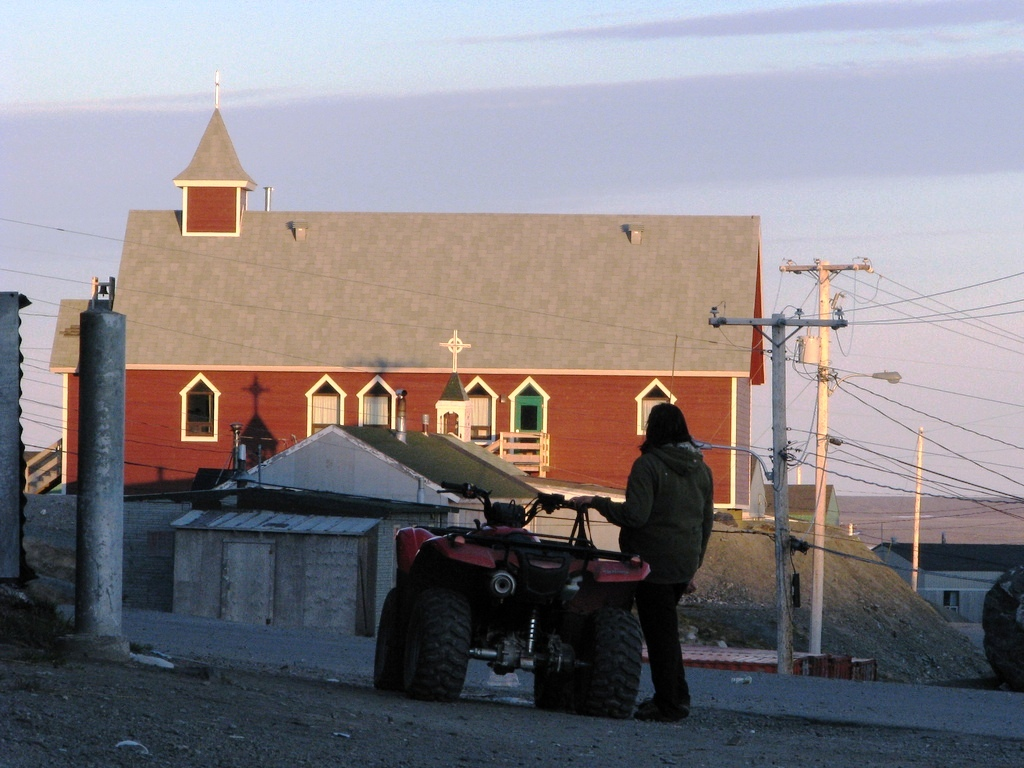
Église.

En 1920, un poste de traite de la Compagnie de la Baie d'Hudson s'établit dans le secteur. Celui-ci porte alors le nom Payne River. Le secteur est alors fréquenté depuis longtemps par les Kangiqsumiut qui dressaient leurs campements d'été sur les îles littorales, abondantes en gibier.
Ce n'est qu'en 1959, à la construction de l'école fédérale, que des gens commencent à s'y installer de façon permanente. Par la suite, au cours des années 1960, sont construits un centre de santé, une église et un magasin communautaire. Kangirsuk est constitué en municipalité en 1981.
Depuis 1996, c'est le Corps de police régional Kativik qui s'assure des services policiers dans le village.

## Toponymie
Le nom de Payne Bay est officialisé en 1945, puis change en 1961, pour celui de François-Babel, en l'honneur du père oblat Louis-François Babel (1826-1912), au cours d'une opération de francisation de les toponymes du Nouveau-Québec. Le nom n'entre pas dans l'usage et est à nouveau remplacé en 1962 par Bellin, en l'honneur de Jacques-Nicolas Bellin (1703-1772). En 1980, le village est constitué en village nordique et prend son nom actuel, Kangirsuk qui signifie en inuktitut « la baie ».

## Géographie
Kangirsuk est situé au-dessus de la limite des arbres près de l'embouchure de la rivière Arnaud sur la rive nord de la baie de Payne, à 13 km de la côte ouest de la baie d'Ungava. Une falaise rocheuse au nord et une grande colline à l'ouest entourent en partie le village.

### Municipalités limitrophes
Kangirsuk est enclavé dans la municipalité de Rivière-Koksoak.

### Faune
Dans les lacs et les rivières des environs, on y trouve des ombles chevaliers et des touladis. Les marées amènent des moules. On trouve des colonies d’eiders dans les îles de la baie Kyak et du lac Virgin. On peut apercevoir des bélugas, des phoques et des caribous. 

### Île Pamiok
|  |

Non loin du village, sur l'île Pamiok, se trouvent les fondations de pierre d'une longue maison qui étaient considérées, depuis les années 60, comme des vestiges des Vikings. Cette interprétation est toutefois considérée comme erronée puisqu'elle fut faite à une époque où l'archéologie ne connaissait pas encore les maisons longues dorsétiennes. « Entretenant les conclusions infondées des travaux archéologiques qui y ont été réalisés au milieu des années 1960, les Kangirsummiut croient encore que ce site est d’origine viking, et ce mythe est entretenu à l’extérieur du Nunavik par des visiteurs qui n’en savent pas davantage ». 

## Démographie

### Population
| 1991 | 1996 | 2001 | 2006 | 2011 | 2016 |
| ---- | ---- | ---- | ---- | ---- | ---- |
| 351  | 394  | 436  | 466  | 549  | 567  |

### Langues
À Kangirsuk, selon l'Institut de la statistique du Québec, la langue la plus parlée le plus souvent à la maison en 2011 sur une population de 550 habitants, est l'inuktitut à 96,36 %, le français à 2,73 % et l'anglais à 0,91 %.

## Administration
| Période                                  | Période  | Identité              | Étiquette | Qualité |
| ---------------------------------------- | -------- | --------------------- | --------- | ------- |
| ?                                        | 2015     | Mary Nassak Annahatak |           |         |
| 2015                                     | 2018     | Noah Eetook           |           |         |
| 2021                                     | En cours | Daniel Verreault      |           |         |
| Les données manquantes sont à compléter. |          |                       |           |         |

## Éducation
La Commission scolaire Kativik administre l'École Sautjuit.